# Герхард III (граф Гольштейн-Рендсбурга)
Герхард III Великий (нем. Gerhard III. der Grosse; ок. 1293 — 1 апреля 1340) — граф Гольштейн-Рендсбурга с 1304 года, герцог Шлезвига в 1326—1330 годах, администратор королевства Дания в 1332—1340 годах.
Старший сын Генриха I, графа фон Гольштейн-Рендсбург. Наследовал отцу в 1304 году.
В 1323 году заключил оборонительный союз с королём Дании Кристофом II, однако вскоре они поссорились из-за регентства при 12-летнем наследнике Шлезвига Вальдемаром (который был племянником Герхарда III по материнской линии).
В итоге Кристоф II потерпел поражение и бежал в северную Германию. Герхард III при поддержке датского дворянства провозгласил Вальдемара королём Дании и стал править от его имени. Кроме того, в качестве наследственного лёна он получил герцогство Шлезвиг (1326 год).
Однако вскоре против Герхарда III выступили те же дворяне, которые раньше его поддерживали. Они поняли, что Кристоф II как слабый правитель их устраивает гораздо больше, и в 1330 году вернули его на трон при поддержке Иоганна III Гольштейнского. Вальдемар III вернулся в Шлезвиг.
В 1331 году, 30 ноября объединённая армия Кристофа II и Иоганна III Гольштейнского была разбита войском Герхарда III в битве при Лохеде. Вскоре после этого Кристоф II умер, и Герхард III объявил себя правителем (администратором) королевства Дания. Под его властью находились Ютланд и Феония, остальной частью правил Иоганн III Гольштейнский.
Армия, которую собрал сын Кристофа II Оттон, 7 октября 1334 года потерпела поражение в битве при Тафеде. Сам Оттон попал в плен, где находился до 1341 года, его младший брат Вальдемар бежал в Бранденбург.
В период правления Герхарда III Ютландия подверглась усиленной германской колонизации, что не вызывало особой радости у местных жителей. В результате 1 апреля 1340 года он был убит в г. Рандерс датским дворянином Нильсом Эббесеном из Нёррерииса — средь бела дня, в присутствии охраны и слуг. Подлинные причины убийства остались невыясненными — возможно, это была личная месть.

## Семья
Герхард III с 1315 года был женат на Софье — дочери князя Николая II фон Мекленбург-Верль-Гюстров, внучке Эрика V Датского. Дети:
- Генрих II Железный (1317—1384), граф Гольштейн-Рендсбурга.
- Николай, граф Гольштейн-Рендсбурга в 1390—1397
- Адольф, убит в бою в 1359
- Елизавета (ум. 1404), аббатиса в Эльтене.